# Platja del Bou
La platja del Bou, o platgeta de Paletes, és una platja urbana del municipi d'Alcanar (Montsià), situada al nord del Roquer del Bou, entre la platja d'Alcanar Costa, al sud, i la platja Fonda, al nord. Rodejada de penya-segats, té una longitud de 145 metres i una amplada mitjana de 7 metres, formada per sorra, grava i còdols.
La platgeta de Paletes va ser rebatejada per la platja del Bou, en referència a la tanca publicitària del Toro d'Osborne que hi havia sobre el penya-segat de la platja.